# NGC 6539
NGC 6539 est un amas globulaire situé dans la constellation du Serpent à environ 25 440 a.l. (7,8 kpc) du Soleil et à 9 785 a.l. (3,0 kpc) du centre de la Voie lactée. Il a été découvert par l'astronome danois Theodor Brorsen en 1856.

## Caractéristiques

### Vitesse
Selon les mesures les plus récentes réalisées par le satellite Gaia, la vitesse radiale héliocentrique de cet amas est égale à 35,69 ± 0,55 km/s. Harris indique une vitesse semblable, soit 31,0 ± 1,7 km/s.
Sa forme est un peu allongé avec faible ellipticité égale à 0,08.

### Métallicité, masse et âge
Selon une étude publiée en 2011 par J. Boyles et ses collègues, la métallicité de l'amas globulaire NGC 6539 est égale à -0,63 et sa masse est égale à 536 000 {\displaystyle M_{\odot }}. Dans cette même étude, la distance de l'amas est aussi estimée à environ 7,8 kpc (∼25 400 al). La base de données Simbad indique trois valeurs de la métallicité comprise entre -0,79 et -0,39.
Une métallicité comprise entre -0,79 et -0,39 signifie que la concentration en fer de NGC 6539 est comprise entre à 16% et 41% de celle du Soleil. Après le Big Bang, l'Univers étant surtout composé d'hydrogène et d'hélium, la métallicité était pratiquement nulle. L'univers s'est progressivement enrichi en métaux (éléments plus lourds que l'hélium) grâce à la synthèse de ceux-ci dans le cœur des étoiles. La métallicité des amas du halo de la Voie lactée varie d'un centième à un dixième de la métallicité solaire, ce qui signifie que ces amas se décomposent en deux sous-groupes, les relativement jeunes et les vieux . Selon sa métallicité, NGC 6539 serait donc un amas relativement jeune riche en métaux.

## Galerie

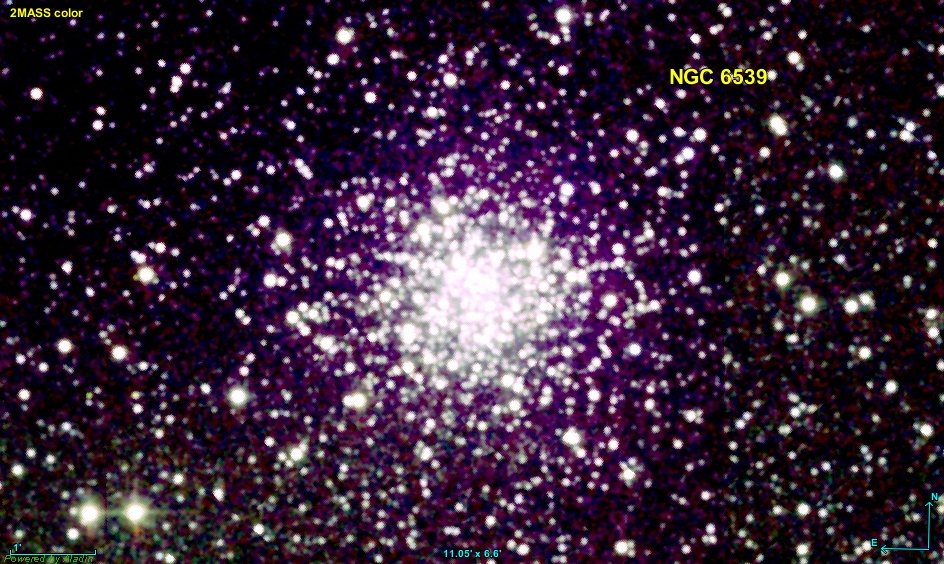
NGC 6539 en infrarouge par le relevé 2MASS.
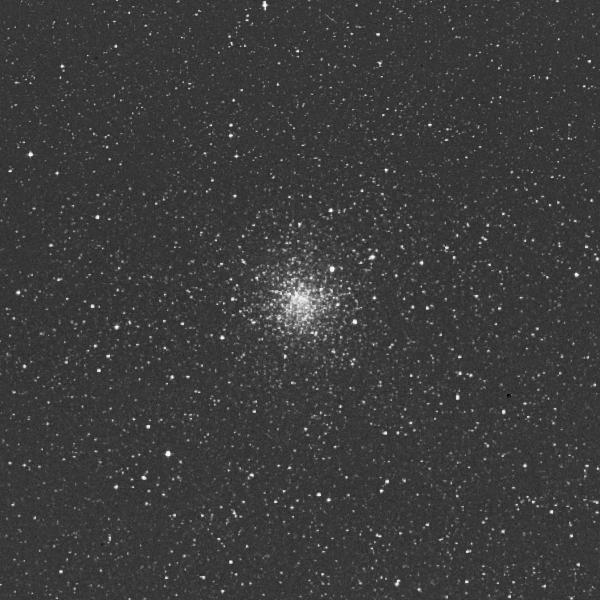
Autre image de NGC 6539 en lumière visible.